# لويز فرناندو دا سيلفا
لويز فرناندو دا سيلفا هو منافس ألعاب قوى برازيلي، ولد في 2 يوليو 1971.

## وصلات خارجية
- لويز فرناندو دا سيلفا على موقع الاتحاد الدولي لألعاب القوى (الإنجليزية)